# حطاطة

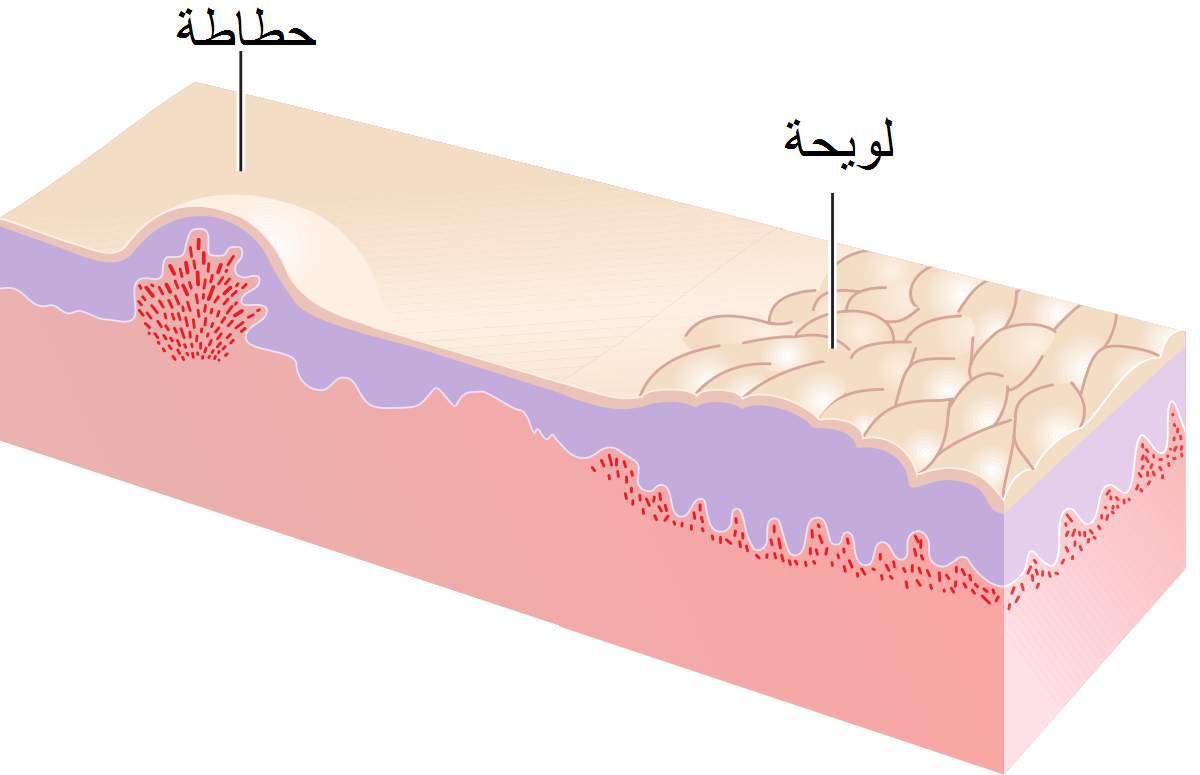
حطاطة ولويحة.

الحَطاطة (بالإنجليزية: Papule)‏ هي منطقة مرتفعة محددة في الجلد تحتوي على سائل يمكن ملاحظته، يختلف قطرها من حجم رأس القلم إلى 1سم. قد يكون لونها بنفسجيا أو بنيا أو ورديا أو أحمر، وتتجمع على شكل طفح حطاطي. يمكن فتح الحطاطة بخدشها فتصاب بالعدوى وتتقشر. تختلف الحطاطات في الحجم والشكل وقد ترتبط بأشكال أخرى مثل الجُلبة والحرشفة.
يعد الحزاز الجلدي أحد الأمراض الذي تتكون فيه الحطاطات.